# Metsovo
Metsovo (grško Μέτσοβο; Aminciu) je mesto v Epiru, v Pindskem gorstvu v severni Grčiji, med Janino na zahodu in Meteoro na vzhodu.
Metsovo, največje središče življenja Aromunov (Vlahov) v Grčiji, je veliko regionalno središče za več majhnih vasi in naselij v regiji Pindus in ima številne trgovine, šole, pisarne, storitve, muzeje in galerije. V gospodarstvu Metsova prevladujeta kmetijstvo in turizem, slednji cveti pozimi.
Metsovo povezuje grška državna cesta 6 (Jannina – Trikala) in avtocesta A2 Egnatia Odos.

## Etimologija
Od srednjega veka do globoko v 19. stoletje je bilo Metsovo v različnih virih znano kot Metzovo. Od konca 18. stoletja naprej se pojavi literarna oblika Messovon. Mesto je znano kot Aminciu v aromunščini (vlaški) in kot Miçova v osmanski turščini.
Osmanski popisi prebivalstva
V osmanskih popisih vidimo besedo Mcwh (مجوه), ki se običajno izgovarja 'Miçova'. V aromunščini se Metsovo imenuje Aminʤu, beseda, ki združuje predlog a - kar pomeni v, v - in besedo Minʤu.
Različna imena
Iz Minʤu izhajajo izrazi, ki označujejo etnično poreklo Miʤanu in Miʤanə - kar pomeni 'moški iz Metsova', 'ženska iz Metsova' - ter pridevnika miʤənescu in miʤəneascə - kar pomeni 'Metsovit', 'iz Metsova' - kar danes uporabljajo prebivalci Metsova. Aromunski del prebivalstva, tisti del, ki ne uporablja izraza Aminʤu, uporablja ime Meʤova. Nekateri fermani omenjajo Metsovo kot Derveni.
Moderna oblika
Izpeljava imena Metsovo - iz besed Mitsous in Mesovounon ali iz neizpričane slovanske besede *Mẹčovo, kar pomeni medvedje mesto -, ki so jo predlagali akademiki in zgodovinarji, ni potrjena z jezikoslovnimi raziskavami. Druga možnost je, da obstaja etimološka povezava med aromunskim Minʤu in grškim Metsovo, pri čemer je slednje kombinacija korena Mets in slovanske končnice ovo.

## Zgodovina
V 15. stoletju je Metsovo prišle pod osmansko oblast in postalo del sandžaka Janina. Skozi pozno obdobje osmanske vladavine (18. stoletje-1913) je grško in aromunsko prebivalstvo v regiji (Severni Pind) trpelo zaradi albanskih plenilcev. Ob neki priložnosti, med lokalnim grškim uporom leta 1854, so mesto oropali tako osmanski vojaki kot možje Theodorosa Grivasa, nekdanjega generala grške vojske, med njihovim bojem za nadzor nad mestom. Med prvo balkansko vojno so Metsovo požgale roparske skupine. V zadnjih 10 dneh oktobra 1912 so vojaški prostovoljci s Krete skupaj s približno 340 vojaki taktične grške vojske pod poveljstvom podpolkovnika Mitsasa napredovali skozi Tesalijo do takratne grško-turške meje vzdolž gora vzhodno od Metsova. 31. oktobra 1912 so grške čete ob pomoči uporniških skupin iz Epira in prostovoljcev iz Metsova, ki so čez noč prečkale gorski greben Katara-Zygos, napadle turško garnizijo v Metsovu, ki je takrat štela 205 vojakov in dva topa. Bitka je trajala do 16. ure. ko so osmanski vojaki znotraj poražene turške garnizije dvignili belo zastavo in se predali.

### Socialna razslojenost
Družbeno so bili prebivalci Metsova do začetka 20. stoletja razdeljeni v tri razrede: »arhontzi« (arxondzɨ), »vinici« (vinitsɨ) in »algi« (alɟi) oz. posmehljivo 'gizari' (ɟizari). Ta socialno-ekonomska razslojenost se je razvila med osmansko okupacijo.

#### Árhontzi
Arhontzi so bili najbogatejši del družbe. Njihovi prihodki izvirajo iz veleprodajne in maloprodajne komercialne dejavnosti. Čeprav so bili lokalno zelo močni, niso bili zaprta skupina v smislu družbene mobilnosti. Bogastvo je vsakomur dalo pravico, da se povzpne po družbeni lestvici na naslednjo višjo raven, čeprav je takšen vzpon pogosto povzročal resne konflikte.

#### Vínici
Vinici so sestavljali srednji in nižji sloj naselja, ki se ni ukvarjal z živinorejo. Večinoma so bili kmetje, lastniki malih podjetij, tehniki, goniči mul in mali trgovci. Kljub gospodarski in strokovni diverzifikaciji med vinarji so se videli kot enoten družbeni sloj, kar se je poznalo tudi v njihovih družbenih odnosih. Na primer, poročali bi se med sabo, nikoli pa s člani algijev.

#### Algi
Algi so bili razred potujočih ovčarjev, ki so se ukvarjali z velikim ovčarstvom, živinorejo in rezbarstvom. Imeli so določena pravila glede družbenih vlog svojih članov in strogo patriarhalno strukturo, ki je vodila njihov razred.

#### Razlike med vinitsi in algi
Socialne razlike med obema nižjima slojema niso temeljile na dohodkovnem kriteriju, ampak na dejstvu, da so njuni pripadniki prihajali iz zelo različnih ekonomskih struktur. V preteklosti je razlikovanje med ovčarji in nepastirji obstajalo v vseh razvitih aromunskih naseljih Pindosa in bi lahko v latentni obliki prikrivalo družbeno-ekonomsko realnost preteklih časov. Pri tem ni šlo za razredno razlikovanje na podlagi premoženja, saj so pripadniki obeh skupin v večini primerov pripadali revnejšim slojem prebivalstva, temveč za razlikovanje, povezano z nastankom naselbin v osmanskem obdobju, ki je povzročilo soobstoj prebivalstva z isto jezikovno osnovo, vendar z jasno različnimi gospodarskimi in družbenimi strukturami.

### Osmansko davčno okrožje
Karye-iMiçova je označevala davčno okrožje osmanskega timarja, ki je sestavljalo območje Metsovo. V njej je evidentiranih šest naselij. Pred vsakim imenom naselja je navedba karye, običajno pa ji sledi besedna zveza tâbi'-iMiçova, kar pomeni 'podvržen Metsovu'.
Beseda karye kot izraz v organizacijski strukturi Otomanskega cesarstva opredeljuje naselje ali skupino naselij, ki sestavljajo enotno davčno okrožje. V grščini se običajno prevaja z besedo horion. Vendar ne ustreza izrazu 'naselje', kot se uporablja v sodobni statistični terminologiji, temveč bolj 'skupnost'. Z drugimi besedami, ne označuje skupine objektov, temveč natančno opredeljeno geografsko območje s samostojno pravno osebo. Karye lahko vključuje več kot eno naselbino, ne glede na to, kako daleč so bila druga od druge.
V popisu iz leta 1506 Karye-iMiçova sledi fraza tâbi'-i Τirhala, kar pomeni 'podrejen Trikali'. V njem se pojavljajo imena osmih naselij. Pred imenom vsakega naselja je navedba karye popisa 1454–55 zamenjana z mahalle. Posebna upravna struktura območja je bila osnova za njegovo upravno organizacijo v prihodnjih stoletjih. V upravnih dokumentih iz 18. stoletja je sedanje naselje Metsovo imenovano chora, druge vasi pa kot mahalades.

### Privilegiji Metsova
Od sredine 17. stoletja so bili prebivalci v regiji Metsovo oproščeni obveznosti plačevanja rednih in ad hoc davkov, ki so jih običajno plačevali krščanski prebivalci v drugih osmanskih regijah, pod pogojem, da bodo plačevali pavšalni znesek letno. Osmanska uprava je pogosto sklenila takšne dogovore za skupine svojih podložnikov, ki so nudili posebno storitev državi.

### Eksarhat Metsovo
Po letu 1659 je bilo območje Metsova, ki je bilo doslej pod škofijo Stagoi, oblikovano v lasten eksarhat pod patriarhijskim eksarhom. Katoliški eksarh Metsova - oseba, ki jo je imenoval carigrajski patriarh - je prebival v Carigradu in je bil plačan 15 kuruşlar letno za svojo vlogo nadzornika regije. Pravzaprav je njegove naloge opravljal lokalni duhovnik, ki so ga izvolili prebivalci Metsova, odobril patriarhat in je bil dolžan delovati v imenu katoliškega eksarha. Od leta 1818 so volitve duhovnika potekale z glasovanjem eforjev metsovskih šol, njegovo izvolitev pa je nato ratificiral patriarhat. Duhovna jurisdikcija eksarha je obsegala naselja Metsovo, Anilio, Derventista (danes Anthohori), Votonosi, Milia, Koutsioufleani (danes Platanistos) in Malakasi. Leta 1924 je bil eksarhat Metsovo začasno nadgrajen v metropolijo, da bi se prilagodili namestitvi duhovščine iz Male Azije, ki je izgubila svoje sedeže. Leta 1929 je bila metropolija ukinjena brez ponovne vzpostavitve eksarhata. Regija je spadala pod metropolijo Grevena do leta 1932, ko so bili Metsovo, Anilio, Votonosi in Derventista priključeni metropoli Janina. Metsovski eksarhat, ki je deloval kot lokalni predstavnik verskih idealov patriarhata, je imel pomembno vlogo pri oblikovanju verske in narodne zavesti višjih družbenih slojev Metsova.

### Trgovci iz Metsova
Trgovci v Metsovu so bili krošnjarji, ki so postali zelo aktivni v komercialni trgovini, tako v Osmanskem cesarstvu kot v Evropi.
Izjemna socialno-ekonomska rast Metsova med osmansko okupacijo je predvsem posledica vpletenosti velikega dela njegovega prebivalstva v komercialne dejavnosti Osmanskega cesarstva in Evrope. Ob upoštevanju dejstva, da so se prebivalci Metsova že dolgo izseljevali, je težko določiti začetek njegove komercialne rasti.
Precej informacij o trgovskem razvoju Metsova najdemo od sredine 17. stoletja dalje, ko vidimo pričevanja o prisotnosti krošnjarjev iz Metsova v Konstantinoplu in Benetkah, kar kaže na zgodnjo fazo njihove vpletenosti v komercialno trgovino v vzhodnem Sredozemlju. V 18. stoletju vidimo pričevanja o prisotnosti metsovitskih trgovcev tudi v Bukarešti in na Dunaju. Do konca 18. stoletja je v Metsovu ustanovljena skupnost trgovcev, ki je s pomočjo sodelovalne ali prekrivajoče se trgovske mreže razširila svoje dejavnosti na precej obsežno geografsko območje.
Prvo desetletje 19. stoletja je nakazalo začetek najbolj dinamične faze trgovske dejavnosti Metsovcev. Zdaj geografski in gospodarski doseg njihove dejavnosti presega začetni obseg. Njihova dejavnost sega vse do Moskve, Kaira, Malte, Livorna in Trsta. Zapisi kažejo, da so bili mecovitski trgovci stalno prisotni v naslednjih mestih: Krf, Ser, Filippoupoli, Odesa, Brodi, Moskva, Peterburg, Sevastopol, Nizna, Solun, v romunskih mestih Orsova, Kišinjev, Iasi, Ismail (Besarabija), Craiova, Focsani, Galatsi in Odesa ter prisotnost na sejmih in tržnicah na prostem v Perlepeju, Sistovu, Uzungiovi, Rostovu, Smirni, Cipru in Damasku. Seveda so stare trgovske trdnjave Carigrad, Bukarešta in Dunaj še naprej predstavljale največjo koncentracijo mecovitskih trgovcev.
Drugo pomembno čezmorsko središče komercialne dejavnosti za Metsovce je pristanišče Aleksandrija v Egiptu. Najnovejši zapisi kažejo, da se je narava njihovega trgovanja dramatično spremenila od časov njihovega tradicionalnega kopenskega prometa in sejmov na Balkanu. Čeprav tradicionalni način trgovanja še vedno zaposluje trgovce s sedežem v Metsovu ali Janini, je veliko trgovcev iz Metsova ustanovilo trgovska podjetja in agencije v oddaljenih krajih, kjer se ukvarjajo z vsemi vrstami uvozne in izvozne trgovine.

## Pokrajina
Pokrajina Metsovo (grško Επαρχία Μετσόβου) je bila ena od provinc prefekture Ioannina. Njeno ozemlje ustreza ozemlju sedanje občine Metsovo, razen večine občinske enote Egnatia. Leta 2006 je bila ukinjena.

## Kultura/zanimivosti
Mesto je znano po lokalnih sirih (Metsovone in Metsovela, med drugim) in po vinarstvu, vključno z vinogradom Katógi družine Averoff.
Muzej z imenom Galerija Averoff je posvečen Georgiosu Averoffu. Metsovo je priljubljena zimska počitniška destinacija in smučarsko letovišče. Smučarski center Metsovo je nedaleč od centra mesta.
Metsovo je vključeno v romunsko tradicionalno pesem Di la Aminciu pãn' la Ameru ('Od Metsova do Milea').